# Austria en los Juegos Olímpicos de Lillehammer 1994
Austria estuvo representada en los Juegos Olímpicos de Lillehammer 1994 por un total de 80 deportistas que compitieron en 10 deportes.  
La portadora de la bandera en la ceremonia de apertura fue la esquiadora Anita Wachter.

## Medallistas
El equipo olímpico austríaco obtuvo las siguientes medallas:
| Nombre                                                            | Deporte               | Competición                 |
| ----------------------------------------------------------------- | --------------------- | --------------------------- |
| Oro                                                               |                       |                             |
| Thomas Stangassinger                                              | Esquí alpino          | Eslalon M                   |
| Emese Hunyady                                                     | Patinaje de velocidad | 1500 m F                    |
| Plata                                                             |                       |                             |
| Elfi Eder                                                         | Esquí alpino          | Eslalon F                   |
| Markus Prock                                                      | Luge                  | Individual M                |
| Emese Hunyady                                                     | Patinaje de velocidad | 3000 m F                    |
| Bronce                                                            |                       |                             |
| Christian Mayer                                                   | Esquí alpino          | Eslalon gigante M           |
| Andrea Tagwerker                                                  | Luge                  | Individual F                |
| Andreas Goldberger                                                | Saltos en esquí       | Trampolín grande M          |
| Heinz Kuttin Christian Moser Stefan Horngacher Andreas Goldberger | Saltos en esquí       | Trampolín grande por eqs. M |